# Живіть в радості
«Живіть у радості» (рос. «Живите в радости») — радянський комедійний художній фільм 1978 року режисера Леоніда Мілліонщикова.

## Сюжет
Фільм розповідає про простого, довірливого, не надто щасливого сільського винахідника («Кулібін», як називала його дружина) з села Дубровка Озерського району — Дмитра Петровича Пряжкина (Леонід Куравльов). Головний герой весь час щось майструє, і лагодить усе, що попадається під руку. Але не всі мешканці села поділяють його захоплення — пішла, не витримавши його постійного «винахідництва» (що стало вже й нічним), від нього його власна молода красуня-дружина Уляна (Олена Драпеко). Однак посильну допомогу в технічних дослідженнях і моральну підтримку йому безкорисливо надає знайомий дід Афоня.
Одного разу голова колгоспу Микола Матвійович доручив Пряжкину організувати будівництво у селі залізобетонного мосту через річку. Для виконання завдання той поїхав до райцентру шукати спецтехніку й потрапив на гачок метких шахраїв (Володимир Басов, Савелій Крамаров), котрі підсунули йому за великі гроші (150 підзвітних та 650 власних руб., відкладених на купівлю радіоли) викрадений екскаватор і підроблені документи на нього. У результаті справедливість усе ж перемогла, міст на радість усіх мешканців села був побудований, а також модернізовано обладнання сільської пекарні та птахоферми.

## У ролях
| Актор               | Роль                                              |
| ------------------- | ------------------------------------------------- |
| Леонід Куравльов    | Митяй Пряжкин, головна роль                       |
| Володимир Басов     | «Дипломат», шахрай Марципанов Віталій Гаврилович  |
| Борис Новиков       | дід Афоня на прізвисько «Самоскид»                |
| Світлана Харитонова | старший слідчий обласної прокуратури Буркова      |
| Савелій Крамаров    | «Бацила», шахрай Федирін Леонтій Маркелович       |
| Петро Любешкін      | голова колгоспу Микола Матвійович                 |
| Роман Філіппов      | постачальник                                      |
| Валентина Телегіна  | мати Митяя, Марія Пряжкина                        |
| Зоя Федорова        | бабка Анісья, дружина Афоні                       |
| Олена Драпеко       | Уляна, дружина Пряжкина                           |
| Микола Парфьонов    | Волнушкін                                         |
| Всеволод Сафонов    | головний інженер Варенцов Юрій Харламович         |
| Ніна Агапова        | секретар Варенцова                                |
| Ніна Гребешкова     | секретар Куманькова                               |
| Віктор Філіппов     | член правління колгоспу                           |
| Георгій Светлані    | дід                                               |
| Фелікс Яворський    | Куманьков Володимир Миколайович                   |
| Валентина Титова    | дружина Варенцова                                 |
| Валентина Ананьїна  | Анна Іванівна, бригадир пекарів                   |
| Олена Вольська      | пекар                                             |
| Олександра Данилова | тітка Рая, тёщя Мітяя                             |
| Євген Зосімов       | колгоспний бригадир                               |
| Віктор Лазарев      | дід                                               |
| Володимир Мишкін    | колгоспний бухгалтер                              |
| Леонід Іудов        | дід                                               |
| Віктор Перевалов    |                                                   |
| Вася Крачковський   | брат Уляни                                        |
| Світлана Старикова  | Галя, секретар слідчого Буркової (немає в титрах) |
| Зоя Ісаєва          | пекар (немає в титрах)                            |
| Зоя Василькова      | секретарка (немає в титрах)                       |
| Володимир Плотников | колгоспник (немає в титрах)                       |
| Юрій Потьомкін      | понятий (немає в титрах)                          |
| Ігор Косухін        | хворий (немає в титрах)                           |

## Знімальна група
- Сценарій і постановка —  Леонід Мілліонщиков
- Оператор-постановник — Віталій Абрамов
- Художник-постановник —  Віталій Гладніков
- Композитор —  Микита Богословський
- Оператор — Леонід Андріанов